# Єлена Негош-Петрович
Єлена Негош-Петрович (чорн. Јелена Петровіћ Његош, 8 січня 1873, Цетинє — 28 листопада 1952, Монпельє) — уроджена принцеса чорногорська. У шлюбі з Віктором Емануїлом III королева Італії та Албанії, імператриця Ефіопії, дочка короля Ніколи I Негош-Петровича і його дружини Мілени Вукотіч. Під час Другої світової війни санітарка в госпіталі. Доклалася до підготовки ліків і досліджень поліомієліту та хвороба Паркінсона.

## Біографія
З 1882 року навчалася в Смольному інституті шляхетних дівчат в Санкт-Петербурзі. Ще з 1858 року в цьому ж навчальному закладі навчалися її сестри. Хоча княжна Єлена виїхала з Росії, не закінчивши курс навчання, але довгі роки підтримувала листування з подругами з інституту.

### Шлюб
Вибором нареченого займався її батько. У 1896 році вона стала дружиною спадкоємця італійського престолу Віктора Емануїла (згодом — короля Віктора Емануїла III), а вже в 1900 році стала королевою Італії. Щоб вступити в цей шлюб, Єлена перейшла з православ'я в католицтво. Це було дуже непростим рішенням, але найстрашніше те, що більше всіх засуджувала Єлену її мати, навіть відмовилася приїхати на вінчання. Тим не менш, цей династичний шлюб був на диво щасливим, у ньому Єлена народила п'ятьох дітей.
«Слов'янська красуня» Єлена була високою (180 см). А її чоловік (як і його батько) був близько 153 см. І хоча король намагався носити взуття на товстій підошві, високі капелюхи, а влада ретельно відстежувала, щоб фотографи не робили «контрастних» знімків, таку різницю в зрості було важко приховати, особливо під час шлюбної церемонії. Знімки потрапили в газети світу, в тому числі і до Росії, породивши вираз «італійська парочка», маючи на увазі високу дружину і низького чоловіка.

#### Правління
11 серпня 1901, після смерті Умберто I, Віктор Емануїл зійшов на італійський трон. Офіційно Єлена переймала усі титули чоловіка: вона стала королевою Італії, і з народженням італійської колоніальної імперії вона стала королевою Албанії та імператрицею Ефіопії.
28 грудня 1908 в Сицилії стався землетрус, який майже повністю зруйнував місто Месіну. Єлена взяла значну участь у наданні допомоги постраждалим.
Справжню повагу італійців Єлена заслужила в роки I світової війни, коли працювала санітаркою в госпіталі, фотографії королеви з її автографом продавалися на аукціонах, а виручені гроші йшли на потреби госпіталю. Наприкінці війни вона запропонувала продати скарби італійської корони, щоб погасити військові борги Італії.
Її поведінка стала прикладом для наслідування багатьом поколінням. Папа Римський Пій XI у 1937 році вручив їй Золоту Розу Християнства, вищу з нагород католицької церкви, призначених для жінок. Його наступник Пій XII після смерті Єлени назвав її «пані благодійного милосердя».
У 1939 році, через три місяці після вторгнення Німеччини в Польщу і оголошення війни з боку Великої Британії і Франції, Єлена написала листа до шістьом європейським королевам, ще на той час нейтральним країнам Данії, Нідерландам, Люксембургу, Бельгії, Болгарії і Югославії, щоб уникнути великої трагедії Другої світової війни.

### Внесок у медицину
Королева Єлена доклала багато зусиль для підготовки ліків і для досліджень таких захворювань, як поліомієліт та хвороба Паркінсона.

## У вигнанні
Віктор Емануїл III правив Італією 46 років, в 1946 році він підписує зречення на користь свого сина Умберто, але в 1946 році був проведений референдум, на якому Італія була визнана республікою. Королівським сім'ям відтепер було заборонено перебувати на території Італії.
Останні роки королева Єлена провела у вигнанні, живучи спочатку в Олександрії, а потім — у Франції. На 80-му році життя принцеса Чорногорська і королева Італії Єлена померла. Похована в місті Монпельє, у Франції.

## Титули
- 8 січня 1873 — 24 жовтня 1896 — Її Високість Принцеса Єлена Чорногорська
- 24 жовтня 1896 — 29 липня 1900 — Її Королівська Високість Принцеса Неаполя
- 29 липня 1900 — 9 травня 1946 — Її Величність Королева Італії
- 9 травня 1936 — 5 травня 1941 — Її Імператорська Величність Імператриця Ефіопії
- 16 квітня 1939 — 8 вересня 1943 — Її Величність Королева Албанії
- 9 травня 1946 — 28 листопада 1952 — Її Величність Королева Італії, графиня Поленззо